# Oakfield (Wisconsin)
Oakfield es una villa ubicada en el condado de Fond du Lac en el estado estadounidense de Wisconsin. En el Censo de 2010 tenía una población de 1.075 habitantes y una densidad poblacional de 421,38 personas por km².

## Geografía
Oakfield se encuentra ubicada en las coordenadas 43°41′3″N 88°32′55″O / 43.68417, -88.54861. Según la Oficina del Censo de los Estados Unidos, Oakfield tiene una superficie total de 2.55 km², de la cual 2.54 km² corresponden a tierra firme y (0.41%) 0.01 km² es agua.

## Demografía
Según el censo de 2010, había 1.075 personas residiendo en Oakfield. La densidad de población era de 421,38 hab./km². De los 1.075 habitantes, Oakfield estaba compuesto por el 96.93% blancos, el 0.19% eran afroamericanos, el 0.28% eran amerindios, el 0.37% eran asiáticos, el 0% eran isleños del Pacífico, el 0.28% eran de otras razas y el 1.95% pertenecían a dos o más razas. Del total de la población el 1.77% eran hispanos o latinos de cualquier raza.